# Cratere Menrva
Menrva è un cratere sulla superficie di Titano.